# Fight Like a Girl
Fight Like A Girl  è il settimo album da studio di Emilie Autumn. Il titolo, annunciato già nell'agosto del 2010, ha il significato di combattere il nemico pur essendo sottovalutati. Autumn vuole quindi trasformare in un punto di forza ciò che nei secoli è stata considerata una debolezza. Come specificato dalla musicista su twitter riprendendo le parole di Mary Wollstonecraft, il suo obiettivo non sono donne che abbiano potere sugli uomini ma su loro stesse. 
Emilie Autumn ha annunciato che verrà girato il video musicale (sarebbe il primo dell'artista) di un brano tratto da quest'album.

## Distribuzione
L'album è acquistabile dall' Asylum Emporium a partire dal 24 luglio 2012. Al momento dell'acquisto del cd vi è anche l'invio tramite e-mail di un link per il download digitale dei brani, questo per premettere ai fan di ascoltare l'album il giorno stesso dell'acquisto indipendentemente dallo Stato in cui si trovano.

## Stile musicale
Lo stile è un riassunto del percorso musicale affrontato da Emilie Autumn negli anni, con alcuni brani che riprendono lo stile di Opheliac e altri che ricordano gli esordi di Enchant. Talvolta le strofe sono parlate e sono presenti dei dialoghi (interpretati tutti da Autumn) che ricordano una colonna sonora. Come ha specificato Emilie, infatti FLAG non è un cd pop ma una rock opera, che si presterà da sottofondo musicale per la trasposizione del suo libro The Asylum for Wayward Victorian Girls in un musical che sarà presentato nel 2014. sono presenti molti riferimenti agli album precedenti, ad esempio in Goodnight Sweet Ladies viene ripreso uno dei main themes di The Art of Suicide e le parole e il ritmo di 4 o' clock. Sono inoltre inclusi due reprise, uno di Gaslight, appartenente all'album, e uno di 4 o' clock.

## Contenuto
1. Fight Like A Girl
2. Time For Tea
3. 4 o'Clock Reprise
4. What Will I Remember
5. Take The Pill
6. Girls! Girls! Girls!
7. I Don't Understand
8. We Want Them Young
9. If I Burn
10. Scavenger
11. Gaslight
12. The Key
13. Hell Is Empty
14. Gaslight Reprise
15. Goodnight, Sweet Ladies
16. Start Another Story
17. One Foot in Front of the Other